# 田原隆徳
田原 隆徳（たはら たかのり、1994年4月25日 - ）は、日本の男子プロバスケットボール選手である。北海道出身。ポジションはガード。B.LEAGUEの滋賀レイクス所属。

## 来歴
恵庭南高校から札幌大学に進み、4年時の2016年12月にレバンガ北海道にクラブ初の特別指定選手として加入。
卒業後、レバンガ北海道と正式契約。
2018年、栃木ブレックス（現宇都宮ブレックス）に移籍。
2020年2月、大阪エヴェッサにレンタル移籍。
同年オフ、群馬クレインサンダーズに完全移籍。
2021年、山形ワイヴァンズに移籍。
2023年、滋賀レイクスに移籍。

## 所属クラブ
- 恵庭南高校
- 札幌大学
  - レバンガ北海道（2016.12-2017）※特別指定選手
- レバンガ北海道（2017-2018）
- 栃木ブレックス/宇都宮ブレックス（2018-2020.2）	
  - 大阪エヴェッサ（2020.2-2020.6）※レンタル移籍
- 群馬クレインサンダーズ（2020-2021）
- 山形ワイヴァンズ（2021-2023）
- 滋賀レイクス（2023-）